# Nephtys caeca

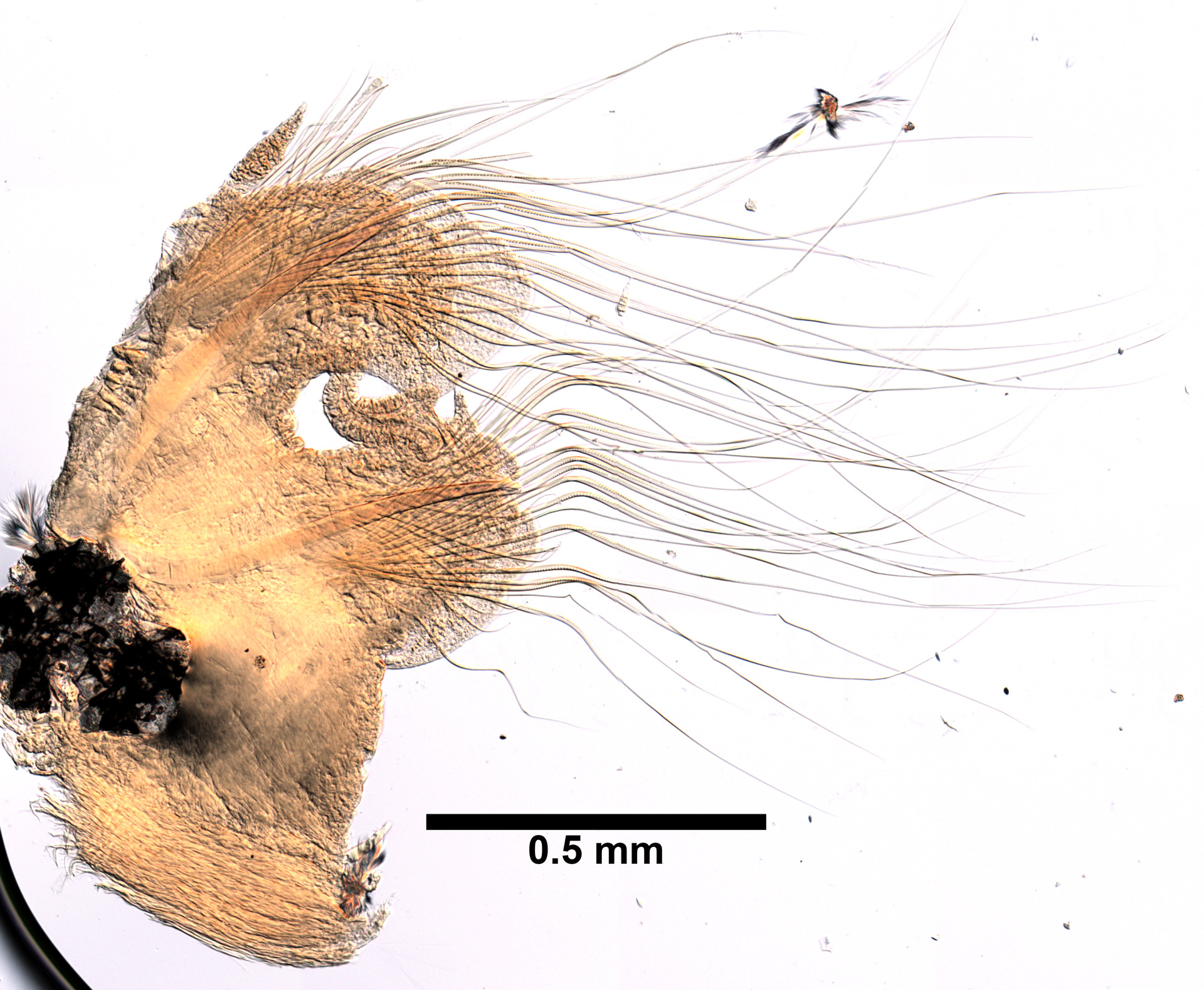
Preparat mikroskopowy parapodium.

Nephtys caeca – gatunek wieloszczeta z rzędu Phyllodocida i rodziny Nephtyidae.

## Taksonomia
Gatunek ten opisany został po raz pierwszy w 1780 roku przez Ottona Fabriciusa jako Nereis caeca.

## Morfologia
Wieloszczet ten osiąga do 250 mm długości ciała, które jest wysmuklone i czworokątne w przekroju poprzecznym. Ubarwienie ma białawe do zielonkawobrązowego z irydyzującym oskórkiem i czerwonymi skrzelami. Głowa jest niewielka, prostokątna w zarysie, zaopatrzona w parę krótkich, osadzonych w kątach przednich czułków. Gardziel tworzy wywracający się na zewnątrz ryjek z 22 papillami. Formy dorosłe mają co najmniej kilkadziesiąt segmentów zaopatrzonych w skrzela. Formy młodociane mogą mieć ich mniej, ale doszukać się u nich można strefy wzrostu z licznymi nowymi segmentami, położonej tuż przed pygidium. Skrzela zaczynają się nie wcześniej niż od segmentu czwartego i odgięte są na zewnątrz. Parapodia mają zarówno na notopodiach jak i na neuropodiach dobrze wykształcone blaszki zaszczecinkowe (łac. lamellae postchaetales). Pierwszy segment ma neuropodia z płatami acikularnymi zaopatrzonymi w długie cirrusy na powierzchni grzbietowej. Segmenty od 30. do 45. mają neuropodia z płatami zaszczecinkowymi wyraźnie dłuższymi od acikularnych, natomiast płaty przedszczecinkowe neuropodiów nigdy nie są dłuższe od płatu acikularnego neuropodium pierwszego segmentu. Brzuszne brzegi płatów zaszczecinkowych neuropodiów segmentu 40. i okolicznych są zaokrąglone. Ciało pozbawione jest szczecinek o formie kolankowato załamanej.

## Biologia i ekologia
Formy młodociane i dorosłe są bentosowe. Występują w osadzie dennym o różnej frakcji, od grubej po mulisty piasek. Osobniki młodociane preferują wierzchnią, bogatą w materię organiczną warstwę osadu, nie schodząc poniżej 12 cm, podczas gdy formy dorosłe występują w warstwach głębszych, uboższych w materiał organiczny, poniżej 25 cm. Jest to gatunek drapieżny, aktywnie szukający wśród osadów swych ofiar, którymi padać mogą mięczaki, skorupiaki, a także inne wieloszczety.
Pasożytem tego wieloszczeta jest Paramyxoides nephtys – pierwotniak z typu Cercozoa. Nephtys caeca wchodzi w skład diety plamiaków oraz ryb rajokształtnych.
Wieloszczety te dojrzałość płciową osiągają w drugim roku życia, a dożywają do lat siedmiu. Rozmnażają się w trakcie życia wielokrotnie. Okres rozrodczy zaczyna się w kwietniu lub maju i trwa do sierpnia. Larwy wchodzą w skład zooplanktonu.

## Rozprzestrzenienie
Gatunek rozprzestrzeniony w północnej części świata, lokalnie liczny. Znajdowany był u europejskich, azjatyckich jak i północnoamerykańskich wybrzeży Arktyki, a ponadto u wybrzeży: północnej części Stanów Zjednoczonych, wschodniej Kanady, Irlandii, Wielkiej Brytanii, zachodniej Hiszpanii, północnej i południowej Francji, Belgii, Holandii, Niemiec, Danii, Szwecji, Polski, Włoch, Tunezji, Grecji, Egiptu, Japonii, Korei i północnych Chin.
W polskich wodach Bałtyku jest spotykany rzadko i wyłącznie w ich północno-zachodniej części.